# Ivan VII. Zanetin
Ivan VII. Zanetin (tal. Giovanni Zanettin, Giovanni D'Acri) (Udine, o. 1416. – Treviso, 14. veljače 1485.), talijanski franjevac, splitski nadbiskup (1474. – 1478.) i trevišanski biskup (1478. – 1485.). Godine 1474. papa Siksto IV. (1471. – 1484.) imenovao ga je splitskim nadbiskupom. Međutim, već četiri godine kasnije imenovan je biskupom Trevisa, gdje je obnašao prelatsku dužnost do svoje smrti.
| Titule u Katoličkoj Crkvi               | Titule u Katoličkoj Crkvi        | Titule u Katoličkoj Crkvi                    |
| --------------------------------------- | -------------------------------- | -------------------------------------------- |
| prethodnik Petar Riario (1473. – 1474.) | splitski nadbiskup 1474. – 1478. | nasljednik Petar XI. Foscari (1476. – 1479.) |